# 米穀店

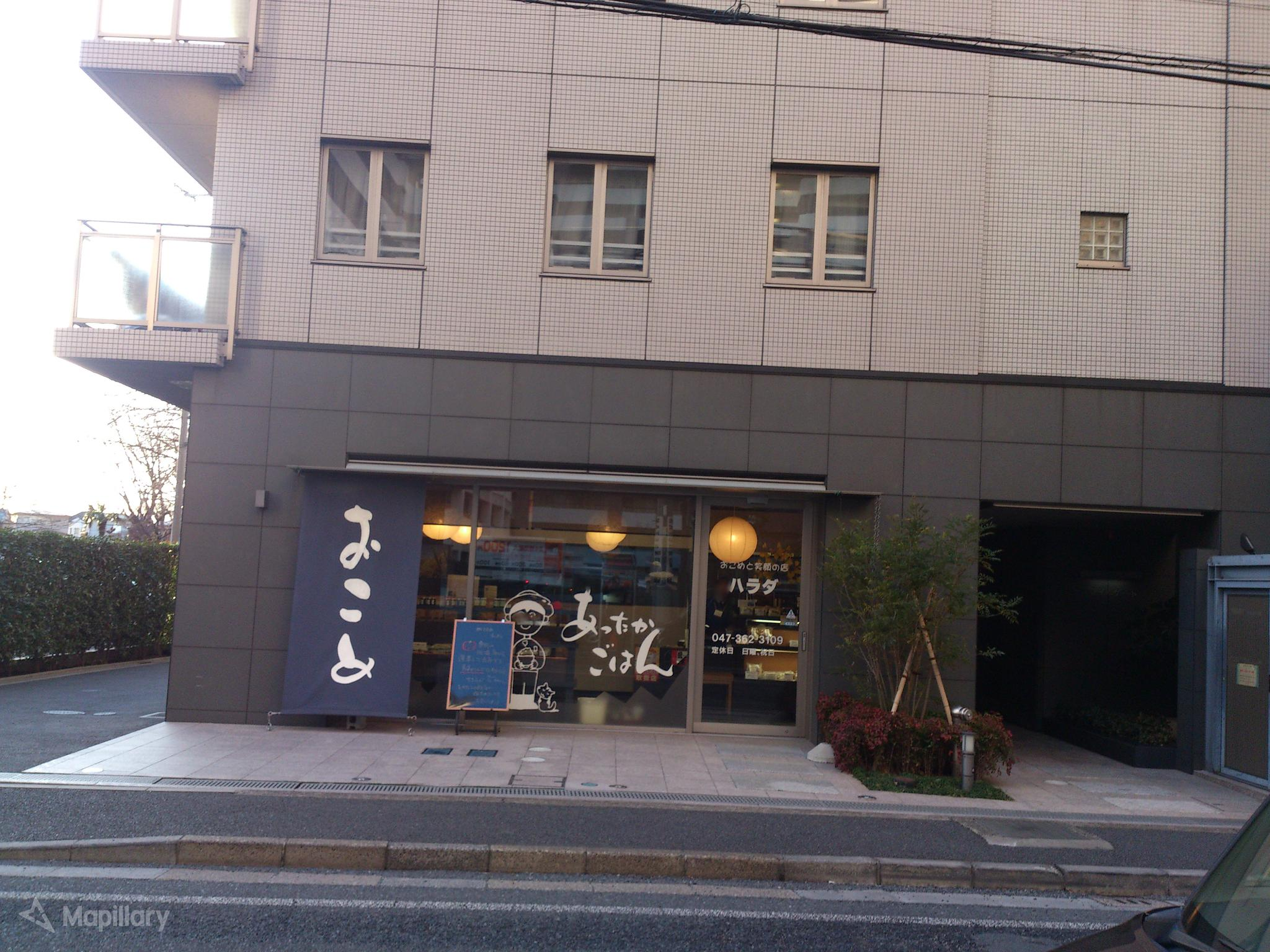
米屋

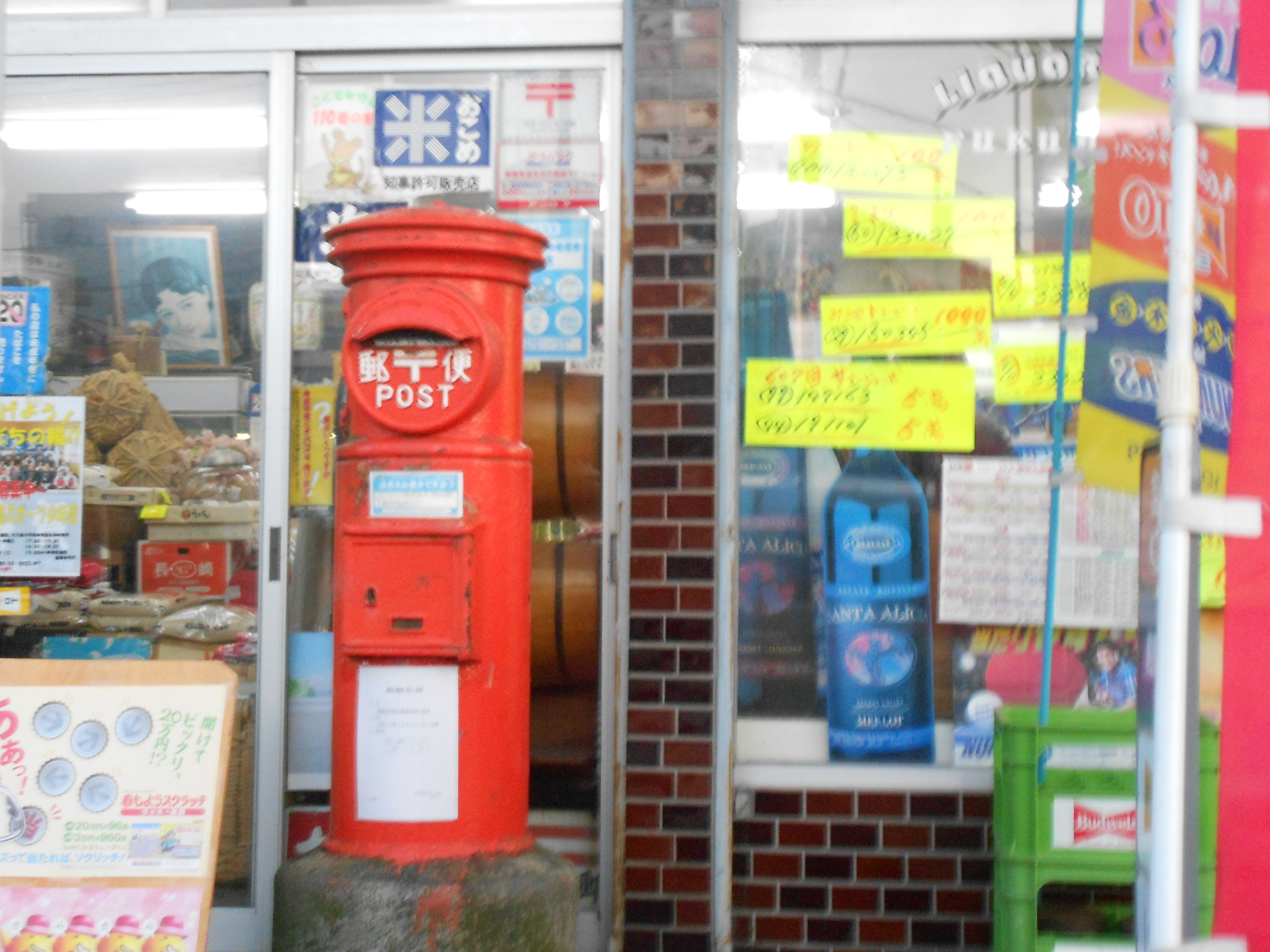
知事許可販売店のマークを掲げた米屋

米穀店（べいこくてん）は、米を中心に穀物を販売する店。一般的には米屋（こめや）と言われる。
主に農業協同組合（農協）から卸される米を販売するのが基本だが、近年は農家から直接仕入れた米を販売している米屋もある。
業務用の米と家庭用の米の販売比率は店によりかなり異なる。若い人が経営する米屋では、店頭精米を行ったり特徴のある米も販売して一般家庭客を引き留めたり新規開拓する店も少しずつ増えている。
冬の時期には、米から作られる餅も販売され、年末時期には自家製の餅を賃餅（ちん餅）という名で売る米屋も多かったが、切り餅や鏡餅のパック入りのものの流通量が増えるにつれ、そちらを売る店舗が主流になっている。
業界団体として日本米穀商連合会がある。
なお、農村付近では鎌や肥料などの農具や灯油、液化石油ガス(LPG)などの燃料、郵便切手類、印紙、清涼飲料水を扱う店もある。

## 歴史
江戸時代
江戸時代には米搗屋（こめつきや）がいて、杵を担ぎ臼を転がしながら市中を歩き客を探し、客に呼び止められると玄関先や庭や道端に臼を置いて米をつき精米したという。米搗屋の食事は主に客が提供し、こめつきの仕事は重労働なので普通の2倍以上も食べ、魚なども提供されたという。米搗き屋はやがて店を構える舂米屋にとって代わられ江戸末期には姿を消した。
舂米屋は、米問屋や札差が経営した米屋で、玄米を精米して販売。店先の桶に各地の米を入れて並べ、使用人を使い商売をした。唐臼の腕木の端に足を乗せその先の杵で米をついて精米して販売した。 
明治時代
江戸時代までは米屋は領主から米を買い取っていたが、明治時代に幕藩体制がなくなったことや地租改正により、各集落をまわり米を買い集める買子、および買子が集めた米を買い取る仲買人が生まれた。米屋は仲買人から米を仕入れて売るようになった。玄米を精米して売ることに変わりはなかったが、精米は足踏み式から電動式に変化した。
大正時代
大正時代には米価の変動が激しくなり、政府は1912年(大正10年)に米穀法を制定し、米の買入・売渡・交換により統制を開始した。
この頃、米穀商が扱う枡については、容量を偽った不正枡が多く使われており、1915年（大正4年）3月12日には東京市にて不正枡の一斉摘発が行われ52人が検挙、1917年（大正6年）7月20日には府下で683人が検挙されている。
昭和時代
第二次世界大戦中とその後の食糧難への対策として食糧管理制度が敷かれ、米の小売は配給制となった。戦後は農協が集荷して食糧庁に売り渡し、それを食糧配給公団を通して配給するという仕組みである。1951年に配給公団は解散し、代わりに都道府県知事の登録を受けた販売業者がその任にあたった。配給制は次第に有名無実化され、1982年には小売業者は都道府県知事による許可制となった。1995年施行の食糧法で登録制になったことで、米穀店以外にもコンビニなど多様な小売業者が米の販売に参入することになった。さらに2004年には届出制へと緩和されている。
1990年頃は全国で約10万店だったが、2022年時点で約4万店まで減少した。次のことが米屋減少の要因と考えられる。
- 日本人の食生活の変化 - 白米以外の食材を食べることが増え外食も増えたことで家庭での米の消費量および米屋での購入量が減少[4]。
- 米の小売の変化 - スーパーマーケットやコンビニエンスストアなどが米の販売にも力を入れるようになった[4]。
- 後継者不足 - 経営者の高齢化や後継者不足により廃業や休業する米屋が増加。[4]
- 米を購入する人は、現在ではスーパーマーケットなどで買うという人が多く、そのほかにも産直通販で農家から直接買う人やふるさと納税で農家から直接手に入れる人がいる[4]。米屋から買わなかった人に尋ねると、「そもそも米屋で買うという発想が無かった」という人や「敷居が高い」「コミュニケーションをして買うのが面倒」という人が増えている[4]。